# Baldeogarh
Baldeogarh è una suddivisione dell'India, classificata come nagar panchayat, di 7.585 abitanti, situata nel distretto di Tikamgarh, nello stato federato del Madhya Pradesh. In base al numero di abitanti la città rientra nella classe V (da 5.000 a 9.999 persone).

## Geografia fisica
La città è situata a 24° 45' 0 N e 79° 4' 0 E e ha un'altitudine di 318 m s.l.m..

## Società

### Evoluzione demografica
Al censimento del 2001 la popolazione di Baldeogarh assommava a 7.585 persone, delle quali 3.982 maschi e 3.603 femmine. I bambini di età inferiore o uguale ai sei anni assommavano a 1.481, dei quali 789 maschi e 692 femmine. Infine, coloro che erano in grado di saper almeno leggere e scrivere erano 3.847, dei quali 2.391 maschi e 1.456 femmine.